# Waiblingen
Waiblingen este un oraș în landul Baden-Württemberg din regiunea Stuttgart, care se află la aproximativ zece kilometri nord-est de Stuttgart, capitala landului. Este oraș districtual și cel mai mare oraș din districtul Rems-Murr. Aparține regiunii Stuttgart și regiunii metropolitane europene Stuttgart. Împreună cu orașul vecin de la vest Fellbach, formează centrul comunității locale.
Waiblingen este un oraș districtual începând de la 1 februarie 1962.

## Istorie
Waiblingen a fost menționat pentru prima dată în documente carolingiene în 885, în timpul domniei lui Carol al III-lea cel Gras, și a primit statutul de oraș în 1250.
Waiblingen a fost proprietatea regilor din dinastia Saliană, de la care l-au moștenit ducii și regii dinastiei Hohenstaufen. Istoria orașului este strâns legată de conflictul dintre Ghibelini și Guelfi din secolele al XII-lea și al XIII-lea. În timpul asediului de la Weinsberg din 1140, membrii familiei de Hohenstaufen din Suabia (conduși de Conrad al III-lea) au folosit o versiune a numelui orașului Wibellingen, nume asemănător strigătelor lor de bătălie. Wibellingen a devenit ulterior Ghibellino în italiană.
Orașul a fost aproape complet distrus în 1634 în timpul Războiului de Treizeci de ani, când trupele imperiale și cele spaniole au jefuit orașul după bătălia de la Nördlingen. Incendiile au făcut ravagii mai bine de o săptămână, iar majoritatea cetățenilor din Waiblingen au fost uciși sau au fost nevoiți să fugă. Reconstrucția a început abia la patru ani după această catastrofă. Partea centrală veche a orașului de astăzi datează din anii 1640–1700. Fortificațiile au fost restaurate.
Următoarele orașe au fost încorporate în Waiblingen:
- 1 decembrie 1971: Beinstein,
- 1 ianuarie 1975: Bittenfeld, Hegnach și Hohenacker.

## Personalități născute aici
- Nadine Krause (n. 1982), handbalistă;
- Nico Schlotterbeck (n. 1999), fotbalist.